# Ксенжи-Ляс
Ксенжи-Ляс (пол. Księży Las, нім. Xiondslas) — село в Польщі, у гміні Зброславиці Тарноґурського повіту Сілезького воєводства.
Населення — 447 осіб (2011).
У 1975-1998 роках село належало до Катовицького воєводства.

## Демографія
Демографічна структура станом на 31 березня 2011 року:
|          | Загалом | Допрацездатний вік | Працездатний вік | Постпрацездатний вік |
| -------- | ------- | ------------------ | ---------------- | -------------------- |
| Чоловіки | 222     | 43                 | 161              | 18                   |
| Жінки    | 225     | 49                 | 144              | 32                   |
| Разом    | 447     | 92                 | 305              | 50                   |